# Antoine Dubon
Antoine Dubon est un agriculteur et homme politique français né le 11 septembre 1894 à Hontanx et décédé le 6 août 1948 à Bretagne-de-Marsan, dans les Landes.

## Présentation
Issu de la bourgeoisie landaise, il accomplit ses études secondaires à Mont-de-Marsan. Après la Première Guerre mondiale pendant laquelle il s'illustre par son courage, il reprend l'exploitation des terrains dont il a hérité. Élu conseiller municipal de sa ville natale en 1919, il en devient maire en 1922. En 1925, il entre au Conseil général des Landes.
Il se présente aux élections législatives de 1932 sous l'étiquette du petit Parti républicain-socialiste, affirmant dans sa profession de foi être un républicain ardent mais indépendant, désirant faire partie du bloc des gauches. Son programme est le suivant : Révision de la constitution, élection du Président de la République et des sénateurs au suffrage universel direct. Élu, il intervient peu à la tribune en dépit de ses vastes connaissances des problèmes agricoles.
Il rejoint en 1935 l'Union socialiste républicaine, étiquette sous laquelle il est réélu en 1936 lors de la victoire du Front populaire. Il se montre cette fois beaucoup plus actif lors des débats sur la réforme du métayage proposée par le gouvernement de Léon Blum, fustigeant l'ancien métayage, transition naturelle entre l'esclavage et l'exploitation libre, et précisant que le nouveau métayage que nous allons créer ne doit être qu'une étape vers le fermage.
Comme la majorité de ses collègues, il vote en faveur de la remise des pleins pouvoirs au Maréchal Pétain le 10 juillet 1940. Après la libération du territoire, il ne brigue plus de mandat national, vivant retiré à Bretagne-de-Marsan où sa femme est directrice d'école. Il y décède à 54 ans.

### Sources
- « Antoine Dubon », dans le Dictionnaire des parlementaires français (1889-1940), sous la direction de Jean Jolly, PUF, 1960 [détail de l’édition]